# Reconocimiento del genocidio de Jóyali
Reconocimiento del genocidio de Jóyali (en azerí: Xocalı soyqırımının tanınması, en inglés:  Khojaly Genocide recognition) — Es el nombre común dado al proceso de reconocimiento del genocidio de Jóyali por los países del mundo. En la actualidad, el genocidio de Jóyali ha sido reconocido totalmente o a nivel parlamentario como una masacre por 9 países del mundo y 21 estados de los Estados Unidos.

## Reconocimiento internacional
Actualmente, este proceso está definido como una de las principales líneas o temas torales de la política exterior de Azerbaiyán. Se dieron pasos continuos para dar a conocer la verdad de Jóyali al mundo, para difundirla en el ámbito internacional y evaluar objetivamente este genocidio. 
La exposición de fotografías y dibujos infantiles, titulada "Víctimas de violación", organizada por la Fundación de Heydar Aliyev en Bruselas el 26 de febrero de 2007 también fue continuación de la misión para darlas a conocer a la comunidad internacional. EL Fondo organizó actos de conmemoración en el marco del programa de eventos de la “Semana de Jóyali” en Estambul y 25 provincias de Turquía del 19 al 26 de febrero con el fin de dar a conocer la verdad sobre el genocidio de Jóyali a la comunidad mundial.
Además, la conferencia científica titulada "Genocidio de Jóyali y las realidades de los acontecimientos de 1915", que se celebró en Berlín el 14 de febrero de 2008 con el fin de informar al ámbito internacional sobre la tragedia de Jóyali, fue extremadamente importante. 

### Países y organizaciones que reconocieron la tragedia totalmente como un acto de masacre
- Azerbaiyán[1]
- 2012: 
  -  Pakistán - En 2012 el Comité de Relaciones Exteriores del Senado de Pakistán aprobó una resolución que condenaba el genocidio cometido contra los civiles en Jóyali.[2][3]
  - Organización para la Cooperación Islámica[4]
- 2014:  Sudán[5]

### Países y organizaciones que reconocieron la tragedia, en nivel parlamentario, como un acto de masacre
- 2012: 
  -  México. El 2 de febrero de 1992 México reconoció el genocidio cometido del 25 al 26 de febrero de 1992 en la ciudad de Jóyali del Alto Karabaj como la masacre, conforme a la decisión admitida por el Senado de México.[6][7]
  -  Colombia. Colombia reconoció oficialmente el genocidio de Jóyali con un resultado de 102 votos a favor de 102 diputados del Parlamento de Colombia, es decir, por unanimidad el 24 de abril de 2012.[8][9][10]
- 2013:
  -  República Checa. El Parlamento de la República Checa reconoció oficialmente el genocidio de Jóyali el 19 de febrero de 2013.[11]
  -  Bosnia y Herzegovina.El Parlamento de Bosnia y Herzegovina reconoció oficialmente el genocidio de Jóyali el 26 de febrero de 2013.[12][13]
  -  Perú. El 14 de junio de 2013 el Parlamento de Perú reconoció oficialmente el genocidio de Jóyali.
- 2014:  Honduras. El 17 de enero de 2014 el Parlamento Hondureño adoptó la resolución número 303-2013 reconociendo el genocidio de Jóyali.
- 2016:  Jordania El Parlamento jordano reconoce oficialmente el genocidio de Jóyali[14]
- 2017:  Yibuti La Asamblea Nacional (Parlamento) de la República de Yibuti adoptó resolución del Genocidio de Jóyali con mayoría absoluta en la sesión plenaria.[15]

### Los Estados de los EE.UU de América que reconocieron la tragedia como un acto de genocidio

Los Estados de los EE.UU de América que reconocieron la tragedia como un acto de masacre

Los azerbaiyanos que viven en los Estados Unidos formaron una petición de la sección "We the people" del sitio oficial de la Casa Blanca el 25 de enero de 2013 con el fin de hacer reconocer el genocidio de Jóyali, conmemorar sus víctimas y que el presidente de América hiciera una declaración a este respecto. En corto tiempo, más de 100,000 personas de diferentes partes del mundo han firmado la petición.
Hasta ahora, 21 estados de los Estados Unidos han adoptado resoluciones sobre Jóyali.
- El 25 de febrero de 2010 la Cámara de Representantes de Massachusetts adoptó una resolución reconociendo la masacre cometida en Jóyali.[17][18]
- El Estado Texas de los Estados Unidos reconoció oficialmente el genocidio de Jóyali en 2011.[19][20]
- El Estado Nueva Jersey de los Estados Unidos reconoció oficialmente el genocidio de Jóyali en 2011[21][22]
- El Estado Georgia de los Estados Unidos  reconoció oficialmente el genocidio de Jóyali el 28 de febrero de 2012[23][24]
- El Estado Maine de los Estados Unidos  reconoció oficialmente el genocidio de Jóyali el 23 de marzo de 2012.[25]
- El Estado Nuevo México de los Estados Unidos  reconoció oficialmente el genocidio de Jóyali el 28 de enero de 2013.[26][27]
- El Estado Arkansas de los Estados Unidos  reconoció oficialmente el genocidio de Jóyali el 8 de febrero de 2013[28][29]
- El Estado Misisipi de los Estados Unidos  reconoció oficialmente el genocidio de Jóyali el 25 de febrero de 2013.
- El Estado Oklahoma de los Estados Unidos  reconoció oficialmente el genocidio de Jóyali el 4 de marzo de 2013.[30][31]
- El Estado Tennessee de los Estados Unidos  reconoció oficialmente el genocidio de Jóyali el 18 de marzo de 2013[32]
- El 18 de marzo de 2013, el estado de Pensilvania reconoció oficialmente el genocidio de Jóyali.[33]
- El Estado Virginia Occidental de los Estados Unidos  reconoció oficialmente el genocidio de Jóyali el 3 de abril de 2013[34]
- El Estado Connecticut de los Estados Unidos  reconoció oficialmente el genocidio de Jóyali el 3 de abril de 2013.[35]
- El Estado Florida de los Estados Unidos  reconoció oficialmente el genocidio de Jóyali el 21 de agosto de 2013.[36]
- El Estado Indiana de los Estados Unidos  reconoció oficialmente el genocidio de Jóyali el 3 de marzo de 2014.[37]
- El Estado Arizona de los Estados Unidos  reconoció oficialmente el genocidio de Jóyali en 3 de marzo de 2015.[38]
- El Estado Utah de los Estados Unidos  reconoció oficialmente el genocidio de Jóyali el 3 de marzo de 2015.[39]
- En 2016 el Gobernador del Estado Nebraska de los Estados Unidos, Pete Ricketts firmó una declaración, proclamando el 26 de febrero de 2016 como el "Día de conmemoración de Jóyali" en el estado de Nebraska e instó a todos los ciudadanos a conmemorar este día.[40][41]
- En 2016 el gobernador del Estado Hawái, David Ige, hizo una declaración especial sobre el reconocimiento del genocidio a causa del 24 aniversario de la tragedia de Jóyali.[42]
- En 2016, el gobernador del Estado Montana de los Estados Unidos, Steve Bullock, firmó una declaración oficial, en relación con el aniversario del genocidio de Jóyali, en la que hizo un llamamiento a los residentes de Montana. En la declaración pidió a los habitantes del Estado: reconocer y conmemorar el 26 de febrero como el "Día de conmemoración de Jóyali". La declaración condenó el genocidio de Jóyali como uno de los horrores de la guerra.[43]
- El Estado Idaho de los Estados Unidos reconoció oficialmente el genocidio de Jóyali en 2016.[44]

## Actitud de los países extranjeros ante el genocidio
En 2014 los jugadores del club Atlético de Madrid en los partidos con los clubs Osasuna y Real Madrid ataron cintas de luto en sus pechos y llevaron pulseras negras a causa del aniversario de la tragedia de Jóyali. Arda Turan, uno de los jugadores más importantes del club, recordó a las víctimas de la tragedia y dijo: "Compartimos el dolor del pueblo azerbaiyano". El mismo año, en el marco del sorteo de la fase de grupos de la Liga de Campeones de Asia, en el partido entre los clubs Traktor Sazi de Tabriz y “Al-Ittihad” de Jidda conmemoraron el genocidio de Jóyali.

## Obras de música dedicadas a la tragedia de Jóyali
| Año  | Obra de música      | Intérprete               | Notas      |
| ---- | ------------------- | ------------------------ | ---------- |
| 1998 | Jóyali              | Nariman Mammadov         | sinfonía 7 |
| 1999 | Cuña de Jóyali      | Elnara Dadashova         |            |
| 2010 | Justice for Khojaly | Dayirman y Tony Blackman |            |
| 2011 | Sinfonía de Jóyali  | Nurangiz Gun             |            |
| 2012 | Réquiem de Jóyali   | Alexander Tchaikovski    | sinfonía   |
| 2013 | Jóyali 613          | Pyer Tilloy              | sinfonía   |
| 2014 | Jóyali              | Garagan                  | [ 50 ]     |
| 2015 | Broken Dreams       | Nigar Jamal              | [ 51 ]     |

## Obras literarias dedicadas a la tragedia de Jóyali
| Año  | Obra                                                                            | País           | Autor                      | Notas  |
| ---- | ------------------------------------------------------------------------------- | -------------- | -------------------------- | ------ |
| 2016 | Testigo de los crímenes de la guerra de Jóyali. Armenia en la silla de acusados | Azerbaiyán     | Fiona Maclachan, Ian Peart | [ 52 ] |
| 2016 | Llamada de Jóyali                                                               | Azerbaiyán     | Nizami Mammadzada          | [ 53 ] |
| 2016 | Murder in the Mountains                                                         | Estados Unidos | Raul Kontreras             | [ 54 ] |

## Filmografía

### Azərbaycanfilm
1. Grito (película, 1993)
2. Llamamiento (película, 1993)
3. Caravana (película, 1995)
4. Genocidio de Jóyali (película, 2005)
5. Nos volveremos (película, 2007)
6. Es tiempo de recoger las piedras (película, 2007)
7. Masacre de Jóyali (película, 2008)
8. Tiempo de Jóyali (película, 2010)
9. La nieve roja de Jóyali (película, 2011)
10. Lugar donde se puso el sol (película, 2012)
11. Joya (película, 2012)
12. Último febrero en Jóyali (película, 2012)
13. Jóyali está esperando  (película, 2012)
14. Ciudad mártir  (película, 2012)
15. Tienes que verlo con tus propios ojos... Jóyali (película, 2013)
16. Yo Jóyali (película, 2013)
17. Cuento de una aldea. Jóyali (película)
18. Masacre de Jóyali. "¡Qué esto sea lo último!.." (película)

### Películas armenias
1. Entre el hambre y el fuego. Poder a costa de vidas (película, 2012)

### Películas lituanas
1. Un corredor sin fin (película, 2012)[55]

## Monumentos
| Imagen | Año                   | Monumento                          | País                           | Arquitecto                                                  | Notas |
| ------ | --------------------- | ---------------------------------- | ------------------------------ | ----------------------------------------------------------- | --- |
|        | 24 de febrero de 2008 | Monumento de Jóyali                | La Haya, Países Bajos          |                                                             | Primer monumento al genocidio de Jóyali en Europa y los Países Bajos. |
|        | 26 de febrero de 2008 | Ana Harayı                         | Bakú, Azerbaiyán               | Aslan Rustamov Mahmud Rustamov Teymur Rustamov              | En 2011 el pedestal del monumento de la Madre fue levantado a 3 metros y reconstruida de granito negro. |
|        | 30 de mayo de 2011    | Monumento de Jóyali                | Berlín, Alemania               | Akif Asgarov Salhab Mammadov Ali Ibadullayev Ibrahim Ahrari | Primer monumento al genocidio de Jóyali en Alemania. |
|        | 24 de febrero de 2012 | Jóyali                             | Sarajevo, Bosnia y Herzegovina | Natig Aliyev                                                | Primer monumento al genocidio de Jóyali en Bosnia y Herzegovina. |
|        | 23 de agosto de 2012  | Jóyali                             | México, México                 |                                                             | Primer monumento al genocidio de Jóyali en México. El monumento está ubicado en la plaza de Tlaxcoaque -Jóyali. |
|        | 28 de marzo de 2014   | Monumento a los mártires de Jóyali | Ankara, Turquía                |                                                             | Primer monumento al genocidio de Jóyali en Turquía. El monumento está ubicado en el parque “En memoria del genocidio de Jóyali”. En el parque también hay un museo dedicado a Jóyali. |
|        | 22 de abril de 2015   | Monumento a los mártires de Jóyali | Izmit, Turquía                 |                                                             | La altura total del monumento en el barrio de Yenisehir de Izmit es de 2,5 metros. El monumento consiste en columnas hacia el cielo que indican la inmortalidad de los mártires y encima hay una breve información sobre el genocidio, simboliza la amistad de Azerbaiyán y Turquía. Además, los nombres de 613 personas asesinadas en Jóyali fueron grabadas en los bordes del monumento. |
|        | 27 de febrero de 2016 | Monumento a los mártires de Jóyali | Izmir, Turquía                 |                                                             | El monumento a las víctimas del genocidio de Jóyali fue financiado con el apoyo financiero de la Municipalidad de Bornovo de Izmir y ayuda del conocido activista del ONG Mulazim Kardelen Pasha. |
|        |                       | Monumento a los mártires de Jóyali | Sakarya, Turquía               |                                                             | [ 66 ] |